# Elisabeth Schumann

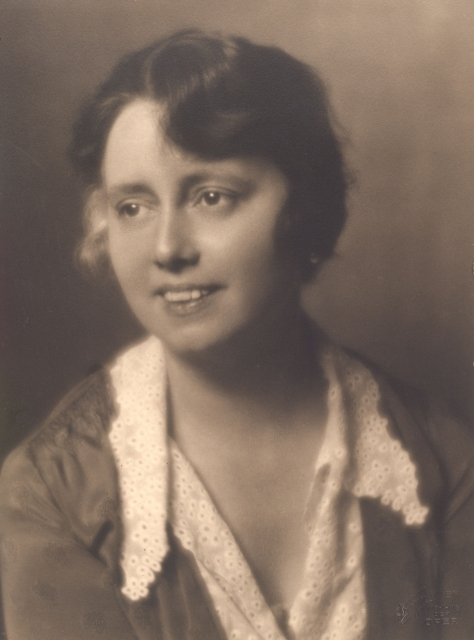
Elisabeth Schumann (1927), Fotografie von Georg Fayer

Elisabeth Schumann (* 13. Juni 1888 in Merseburg, Deutschland; † 23. April 1952 in New York, USA) war eine deutschamerikanische Sängerin (Sopran), die ab 1909 am Hamburger Stadttheater und ab 1919 am Wiener Operntheater wirkte. Außer in Opern trat sie auch in Oratorien und als Interpretin von Liedern auf. 1938 wanderte sie in die Vereinigten Staaten aus, wo sie als Gesangspädagogin tätig war. Sie gab zwei Liedersammlungen heraus.

## Leben

### Herkunft und Ausbildung

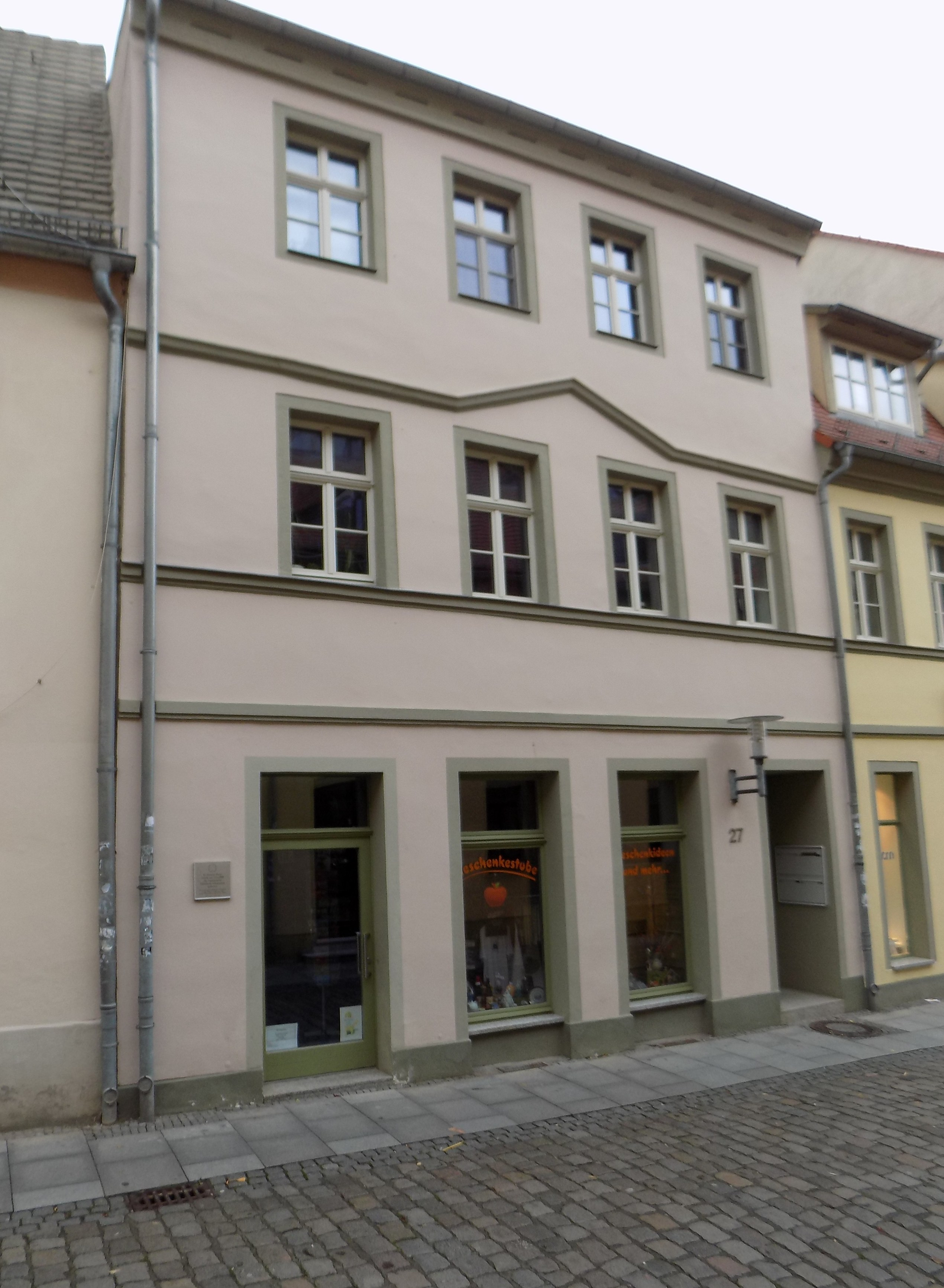
Geburtshaus in Merseburg

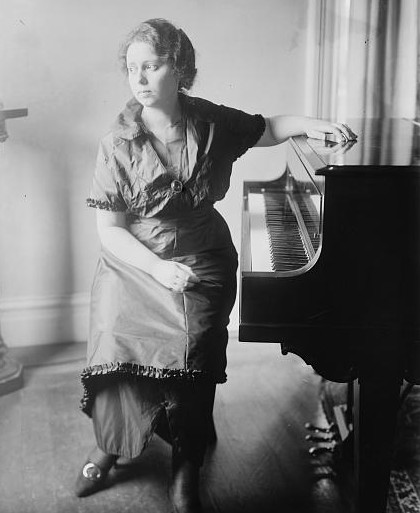
Elisabeth Schumann

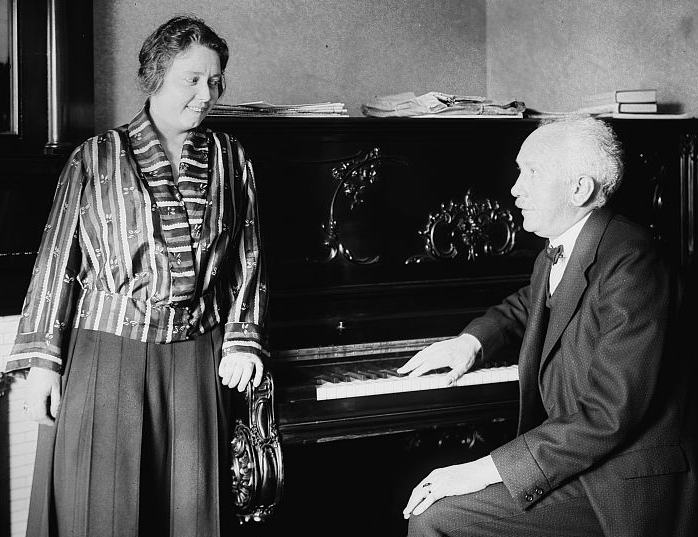
Elisabeth Schumann mit Richard Strauss

Emma Elisabeth Schumann war jüngere Tochter des Merseburger Lehrers und Organisten Alfred Schumann und der Emma Schumann, geb. Sonntag. Als direkte Vorfahrin nennt sie die Primadonna Henriette Sontag.
Sie ließ ihre Stimme zunächst in Dresden bei Natalie Haenisch ausbilden, anschließend in Berlin bei Marie Dietrich und Valerie Zitelmann. In Hamburg wurde sie von Alma Schadow unterrichtet.

### Hamburg
1909 feierte Elisabeth Schumann am Opernhaus in Hamburg, das damals „Stadttheater“ genannt wurde, ihr Bühnen-Debüt als Hirtenknabe in Wagners Tannhäuser. Mit ihrer schönen Stimme und ihrem auffälligen Charme wurde sie schnell zu einem Publikumsliebling. Aufsehen erregte sie 1912 als Cherubino, später als Susanna in Mozarts Oper Le nozze di Figaro. Es folgten Rollen wie die der Zerlina in Don Giovanni und der Eva in Die Meistersinger von Nürnberg. Dem Ensemble gehörte sie bis 1919 an.
In der Spielzeit 1914/1915 war Elisabeth Schumann Gast an der Metropolitan Opera in New York. Als Debüt sang sie die Sophie im Rosenkavalier von Richard Strauss, mit dem sie jahrzehntelang freundschaftlich verbunden war. An der Metropolitan Oper übernahm sie in dieser Spielzeit zehn Partien, darunter die Musetta in Puccinis La Bohème, die Gretel in Humperdincks Hänsel und Gretel und die Marzelline in Beethovens Fidelio.
Trotz des Ausbruchs des Ersten Weltkriegs konnte sie im Mai 1915 aus den USA nach Hamburg zurückkehren. 1918 trat sie in der Uraufführung der Oper Meister Grobian von Arnold Winternitz auf. Zu dieser Zeit wohnte sie in der Overbeckstraße 20 im Stadtteil Uhlenhorst.

### Wien
1919 wurde Elisabeth Schumann an die Wiener Oper berufen, wo sie bis 1937 blieb; in dieser Zeit wurde das Wiener Opernhaus „Operntheater“ genannt. In Wien übernahm sie Rollen in 30 verschiedenen Opern. Die meisten Auftritte hatte sie als Sophie im Rosenkavalier (85 Vorstellungen) und als Marzelline in Beethovens Fidelio (63 Vorstellungen). Weitere 193 Auftritte hatte sie in fünf Mozart-Opern.
Bei Salzburger Festspielen wirkte sie in den Jahren 1922, 1926, 1927 und 1936 mit, zumeist in Mozart-Opern. Ihr erster Auftritt in Salzburg war ein Liederabend eine Woche vor dem Beginn der Festspiele 1922, bei dem sie, begleitet von ihrem zweiten Ehemann Karl Alwin, Lieder von Richard Strauss nach Gedichten von Clemens Brentano vortrug, die der Komponist ihr gewidmet hatte.
Außerdem unternahm sie ausgedehnte Konzerttourneen durch Europa, die USA und Südamerika. Eine dieser Tourneen unternahm sie Ende 1921 mit Richard Strauss als Klavierbegleiter in den USA. Strauss war damals Direktor des Operntheaters.
1928 wurde ihr der Titel einer Kammersängerin verliehen, 1937 wurde sie Ehrenmitglied des Wiener Operntheaters.

### Emigration
Im März 1938 kam es zum „Anschluss Österreichs“ durch die Nationalsozialisten. Gleichzeitig reiste Elisabeth Schumann aus Wien ab – ihr Ziel war das Curtis Institute of Music in Philadelphia, wo sie unterrichten sollte, anschließend stand noch eine Tournee in Frankreich und Nordafrika an. Statt nach Österreich zurückzukehren, ging sie nach London. Dort heiratete sie im August 1938 ihren dritten Ehemann, zwei Wochen später emigrierte sie mit ihm in die USA. Sie wurde in die Fakultät des Curtis Institute aufgenommen, wo sie bis 1947 unterrichtete. Im November 1944 wurde sie Staatsbürgerin der USA.
Nach Kriegsende kehrte sie im Herbst 1945 für eine Recital-Tournee nach Europa zurück. Im Oktober 1946 reiste sie in das befreite Österreich und sang nach mehr als acht Jahren Unterbrechung wieder in Wien. Im Großen Musikvereinssaal des Wiener Musikvereins gab sie ein Konzert zugunsten des Wiederaufbaus der Wiener Staatsoper.
Ihren Plan, sich in England niederzulassen, wo ihr Sohn mit seiner Familie lebte, konnte sie nicht mehr verwirklichen. 1952 starb sie nach viermonatiger Krankheit im Alter von 63 Jahren in New York. Sie wurde auf dem Friedhof der Sankt-Martins-Kirche im Londoner Stadtteil Ruislip im Bezirk Hillingdon bestattet. Im selben Grab wurde später auch ihr Sohn bestattet.

### Ehen
Im Mai 1911 heiratete Elisabeth Schumann den Architekten Walter Puritz (* 1882 Berlin; † 1957 Bad Oldesloe). Zuvor hatte sie sich mit ihm in Berlin verlobt, als er noch Architektur studierte. Dass ihre Karriere in Hamburg begann, hatte mit ihm zu tun. Er war 1909 dort beschäftigt. Als sie ihn in Hamburg besuchte, bat sie im Opernhaus darum, vorsingen zu dürfen. Danach wurde sie sofort engagiert. Als verheiratete Frau ging sie im Herbst 1912 eine Beziehung mit Otto Klemperer ein, der seit 1910 an der Hamburger Oper dirigierte, und zeigte sich mit ihm in der Öffentlichkeit. Am zweiten Weihnachtsfeiertag kam es zu einem Eklat, als der wütende Ehemann während einer Lohengrin-Aufführung plötzlich mit einer Reitpeitsche auf Klemperer einschlug und dieser in den Orchestergraben fiel. Etliche Opernbesucher mussten einschreiten, um eine weitere Eskalation zu verhindern. Klemperer rief erklärend ins Publikum: „Herr Puritz hat mich gezüchtigt, weil ich seine Frau liebe. Guten Abend!“ Klemperer und Elisabeth Schumann wichen nach Wien aus und kamen bei Alma Mahler unter. Nach dem Ende der Liaison söhnten sich die Eheleute im August 1913 in Hamburg aus. 1918 kam es zur Scheidung.
Im März 1919 heiratete Elisabeth Schumann in Hamburg in zweiter Ehe den Dirigenten und Pianisten Karl Alwin. Im selben Jahr zog sie mit ihm nach Wien. Alwin begleitete sie am Klavier, zum Beispiel bei Konzerttourneen Anfang der 1930er Jahre in Nord- und Südamerika. Diese Ehe wurde 1933 geschieden.
Danach war sie mit dem Dermatologen Hans Krüger (vormals Kohn; * 1888 Wien; † 1952 Manhattan, New York City) liiert. Nach dem „Anschluss Österreichs“ flüchtete er wegen seiner jüdischen Herkunft aus Wien nach London, während sie sich im Ausland entschied, nicht in das nationalsozialistische Wien zurückzukehren. Sie heirateten im August 1938 in Redhill. Unmittelbar danach emigrierten sie gemeinsam in die USA. Die Ehe wurde 1942 geschieden.
Aus ihrer ersten Ehe hatte Elisabeth Schumann ihren Sohn Christian Franz Gerhard „Gerd“ Puritz (* 1914 Hamburg; † 2007 in den Niederlanden). Er widmete seiner Mutter eine ausführliche Text- und Foto-Biografie, die im Jahr 1993 – 41 Jahre nach ihrem Tod – erschien. Seine Tochter Joy Puritz ist Mitautorin einer weiteren Biografie (siehe Literatur).

## Auszeichnungen
- 1928 wurde ihr der Titel einer Kammersängerin verliehen
- Sie wurde am 29. Februar 1932 von König Christian X. von Dänemark mit der dänischen Verdienstmedaille Ingenio et arti ausgezeichnet.[23]
- 1937 wurde sie Ehrenmitglied des Wiener Operntheaters.[24]

## Gedenken

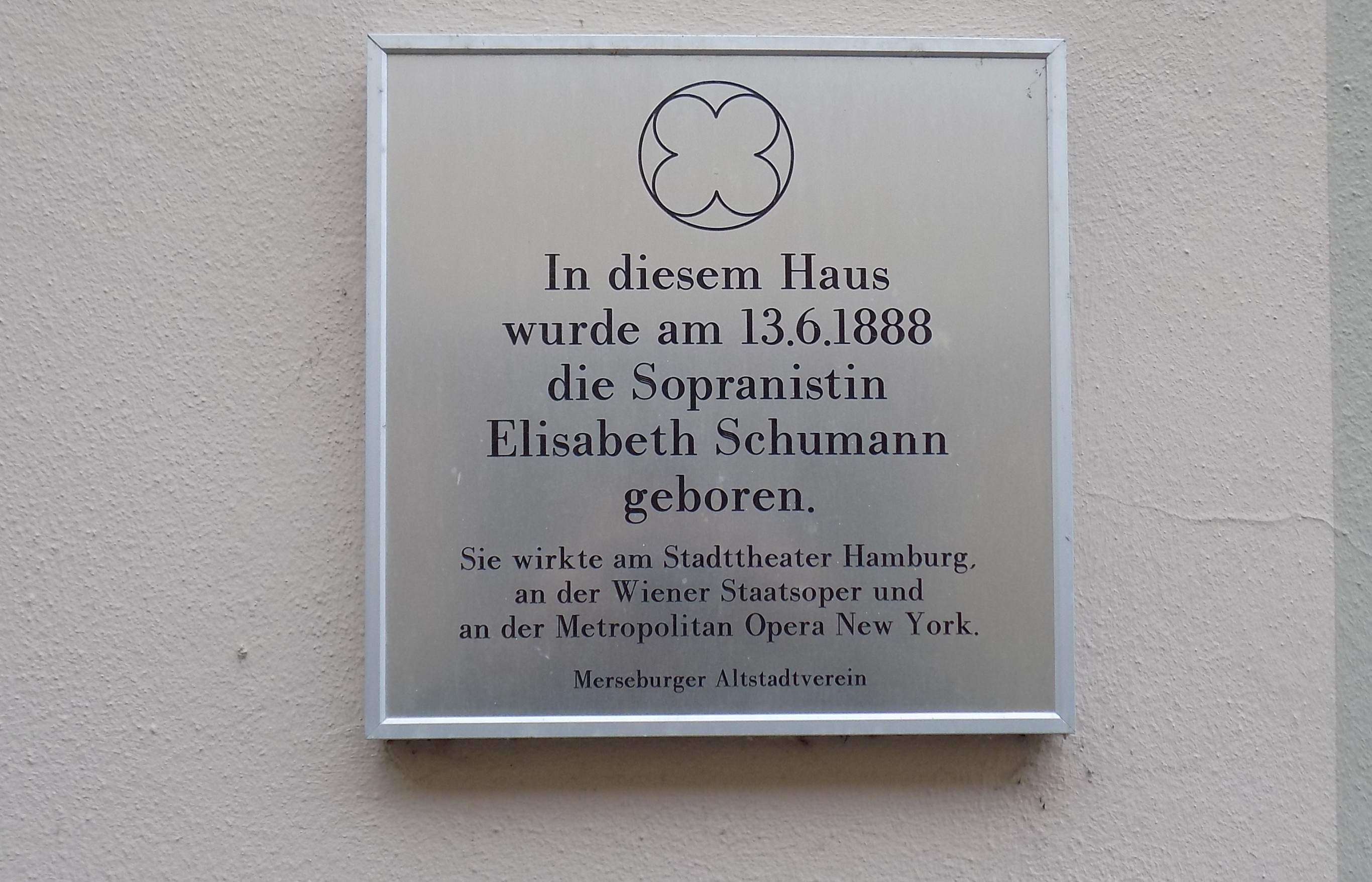
Gedenktafel am Geburtshaus in Merseburg, Gotthardstraße 27

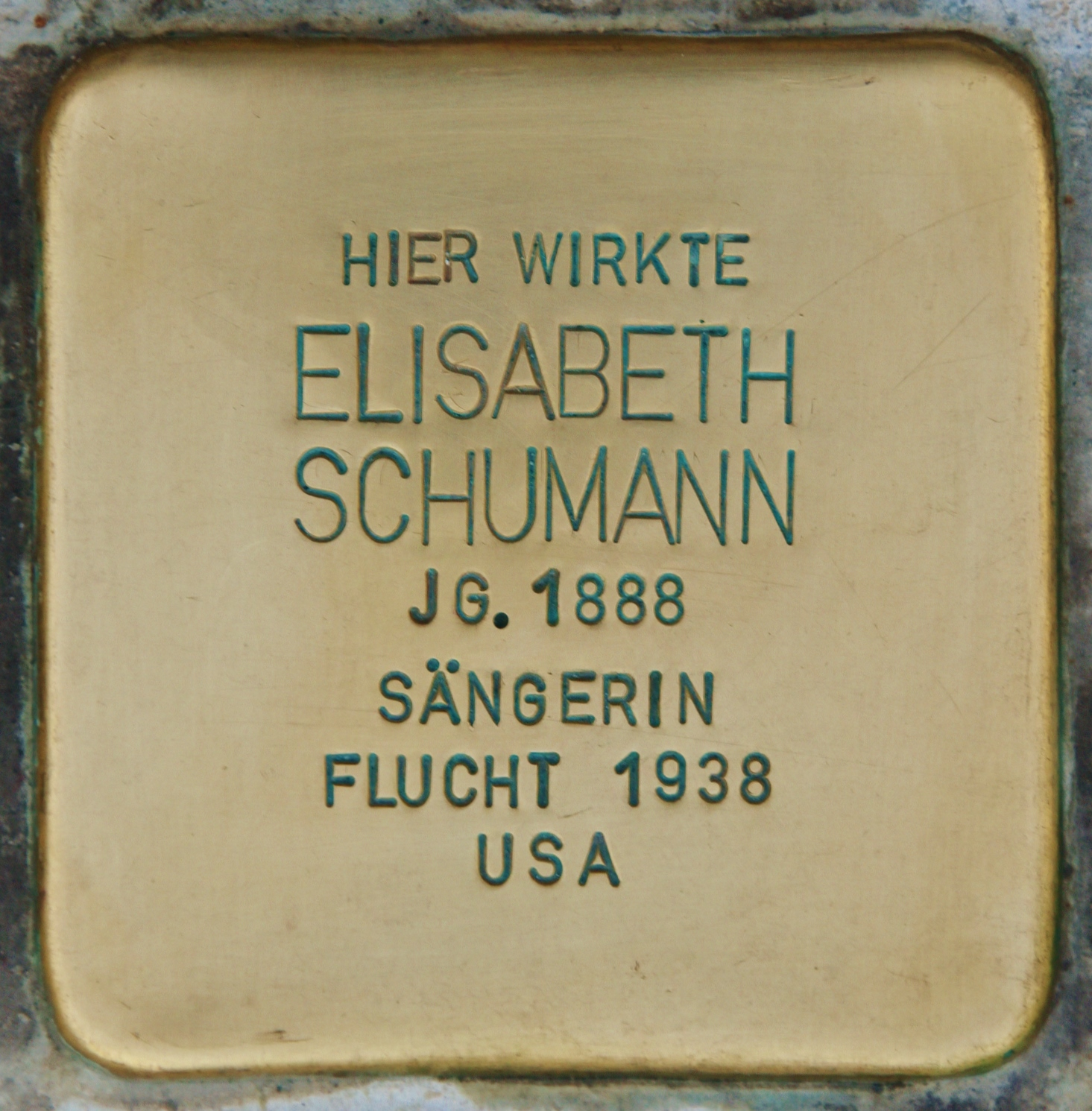
Stolperstein in Salzburg

Im Juni 2006 brachte der Merseburger Altstadtverein eine Gedenktafel an ihrem Geburtshaus an. Der Theater- und Konzertsaal im Erdgeschoss des Merseburger Ständehauses ist nach ihr benannt.
Am 17. August 2020 verlegte der Künstler Gunter Demnig vor dem Haus für Mozart in Salzburg einen Stolperstein für Elisabeth Schumann, der an ihre Emigration im Jahr 1938 erinnert.
Gerald Moore, der Elisabeth Schumann oft am Klavier begleitete, hat ihr mit Worten ein Denkmal gesetzt. Er schrieb über sie:

„Elisabeth war keiner niedrigen Handlung fähig, und ich hörte sie niemals ein unfreundliches Wort über irgendjemanden sagen. […] Wann immer sie vor das Publikum trat, gewann sie die Herzen der Zuhörer durch ihr strahlendes Lächeln, ihren Charme und ihre Einfachheit. Sie vermittelte ihnen sofort die Freude, die sie selbst beim Singen empfand […] und man war überzeugt davon, daß sie dieses Leuchten nicht nur für diesen Abend angenommen und gleichsam mit ihrem Abendkleid angelegt hatte. Man spürte, daß der heitere Glanz, der sie umgab, die Frau selbst sei, und ich kann versichern, dieses Gefühl war richtig.“

### Eigene Publikationen
- Elisabeth Schumann: Liederbuch. Erstausgabe: Universal Edition, Wien/Leipzig/New York 1928. Überarbeitete Ausgaben: Universal Edition 1955, 1974.
- Elisabeth Schumann: German Song (Übersetzung von David Millar Craig). Parrish, London / Chanticleer Press, New York, 1948.

### Sekundärliteratur
- Schumann, Elisabeth, in: Werner Röder; Herbert A. Strauss (Hrsg.): International Biographical Dictionary of Central European Emigrés 1933–1945. Band 2,2. Saur, München 1983, S. 1055
- Floris Juynboll und James Seddon Elisabeth Schumann discography. In: The record collector. Band 33, Nr. 3, 4, 5 März 1988, S. 54–116, ISSN 0034-1568.
- Gerd Puritz: Elisabeth Schumann. A Biography. André Deutsch, London 1993, ISBN 0-233-98794-0.
- Schumann, Elisabeth in: Karl-Josef Kutsch, Leo Riemens, Hansjörg Rost: Großes Sängerlexikon. Vierte, erweiterte und aktualisierte Auflage. K. G. Saur, München 2003, ISBN 3-598-11598-9 (7 Bände). S. 4296 f
- Sabine Keil, Joy Puritz: Elisabeth Schumann. Lebensstationen der weltbekannten Merseburger Sopranistin. AXON, Querfurt 2008, ISBN 978-3-939325-09-3.
- Joy Puritz: Schumann, Emma Elisabeth, geschiedene Puritz-Schumann, geschiedene Alwin-Schumann, geschiedene Krüger. In: Eva Labouvie (Hrsg.): Frauen in Sachsen-Anhalt. Band 2: Ein biographisch-bibliographisches Lexikon vom 19. Jahrhundert bis 1945. Böhlau, Köln u. a. 2019, ISBN 978-3-412-51145-6, S. 415–419.

## Tondokumente
Elisabeth Schuamann machte zahlreiche Schallplattenaufnahmen (Schellackplatten) für die Labels Favorite Record (1913), Edison Records (1915), Odeon (1917/1919), Deutsche Grammophon (1920–1923) und His Master’s Voice (1926–1949) sowie 3 LPs für Allegro Music (1950).
Sie wirkte mit in einer gekürzten Fassung von
- Strauss: Der Rosenkavalier mit Lotte Lehmann, Elisabeth Schumann (Sophie), Maria Olczewska, Richard Mayr, Hermann Gallos, Viktor Madin, Bella Paalen, Karl Ettl und Aenne Michalsky. Wiener Philharmoniker, Chor der Wiener Staatsoper, Dirigent: Robert Heger. His Master's Voice/Electrola, DB 2060–2072, aufgenommen im September 1933.

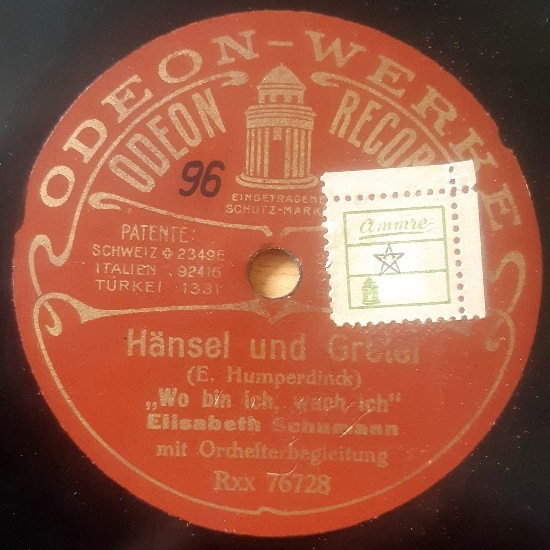
Schallplatte von Elisabeth Schumann (Berlin 1917)

Beispiele bei YouTube:
- Bach – Bist du bei mir
- Brahms – Wiegenlied, 1937
- Mozart – Deh vieni non tardar (Le nozze di Figaro), 1927
- Schubert – Die Forelle
- Schubert – Schlafe, Schlafe